# Glipostenoda takashii
Glipostenoda takashii es una especie de coleóptero de la familia Mordellidae.

## Distribución geográfica
Habita en la isla de Formosa.